# А был ли мальчик? (альбом)
«А был ли мальчик?» — семнадцатый студийный альбом Аллы Пугачёвой, записанный совместно с певицей Любашей, которая также является и автором большинства песен. Альбом был записан на студии «Братья Гримм» и вышел в 2002 году. Особенностью альбома является то, что половина песен исполнена А. Пугачёвой, а половина — Любашей. В перерывах между песнями записаны телефонные разговоры двух певиц. В дискографии А. Пугачёвой это единственный пример такого тесного сотрудничества.

## Список композиций
1. Любаша (муз. и сл. Т. Залужная) — Любаша
2. Все ушли в осень (муз. и сл. Т. Залужная) — А. Пугачёва
3. А был ли мальчик (муз. и сл. Т. Залужная) — Любаша
4. Приехали (муз. и сл. Т. Залужная) — А. Пугачёва
5. Ты уехал (муз. и сл. Т. Залужная) — Любаша
6. Не плачь (муз. и сл. Т. Залужная) — А. Пугачёва
7. Родинка (муз. и сл. Т. Залужная) — Любаша
8. А-а-да (муз. и сл. Т. Залужная) — А. Пугачёва
9. Апрель (муз. и сл. Т. Залужная) — Любаша
10. Любовь (муз. и сл. А. Пугачёва) — А. Пугачёва
11. Чума (муз. и сл. Т. Залужная) — Любаша
12. Голова (муз. и сл. Т. Залужная) — А. Пугачёва
13. Смешно (муз. и сл. Т. Залужная) — Любаша
14. Зона (И. Крутой — А. Пугачёва) — А. Пугачёва
15. Вовка (муз. и сл. Т. Залужная) — Любаша
16. Я пою (А. Барыкин — А. Славоросов) — А. Пугачёва
17. Нас застукали (муз. и сл. Т. Залужная) — Любаша
18. Будь или не будь (муз. и сл. Т. Залужная) — А. Пугачёва и М. Галкин
19. Улица, фонарь, аптека (муз. и сл. Т. Залужная) — Любаша
20. Я всё расставлю на свои места (муз. и сл. О. Попков) — А. Пугачёва